# Großer Ludovisischer Schlachtsarkophag

Das Schlachtenbild des Sarkophags

Der Große Ludovisische Schlachtsarkophag ist ein römischer Sarkophag des dritten Jahrhunderts nach Christus aus Prokonnesischem Marmor. Er ist 1,53 Meter hoch, 2,73 m breit und 1,37 m tief. Er besteht aus zwei Teilen: der Kasten ist Eigentum des Museo Nazionale Romano und wird im Palazzo Altemps in Rom ausgestellt, der Deckel befindet sich im Römisch-Germanischen Zentralmuseum in Mainz.

## Geschichte

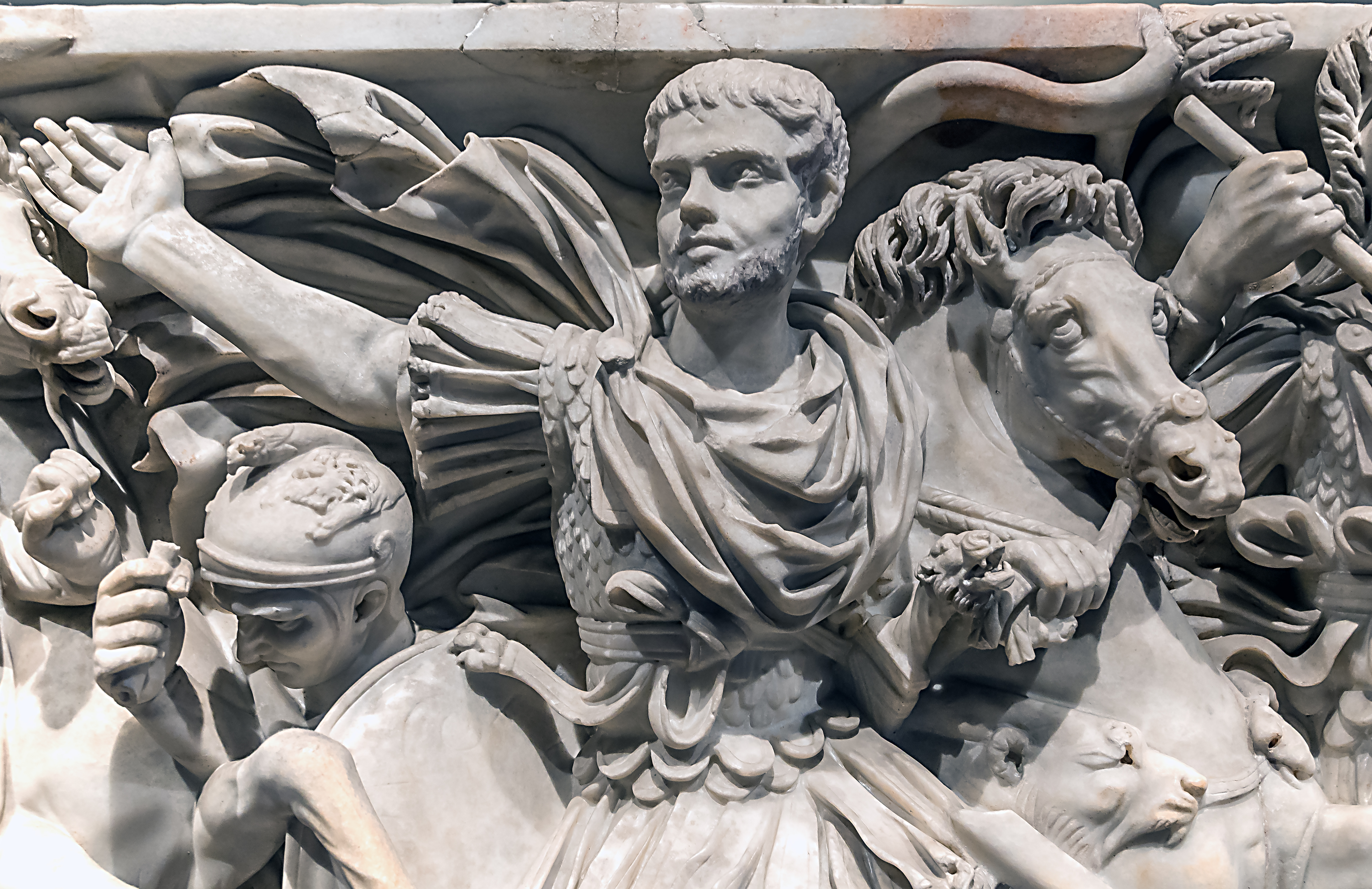
Detail der Zentralfigur, die wahrscheinlich Herennius Etruscus zeigt, der im Jahr 251 in der Schlacht von Abrittus gegen die Goten gefallen war.

Der Sarkophag wurde 1621 in der Vigna Bernusconi an der Porta Tiburtina entdeckt, was vermuten lässt, dass er einst außerhalb der Stadtgrenzen in einem Grabbau an der Via Tiburtina aufgestellt war. Er gelangte als Schenkung des Kapitels der Basilika von Santa Maria Maggiore in die Antikensammlung des kunstliebenden Kardinal Ludovico Ludovisi, woher auch der Name rührt. Da Kasten und Deckel in der Villa Ludovisi an unterschiedlichen Orten aufgestellt waren, ging das Wissen um die Zusammengehörigkeit bald verloren. So war der Deckel im Jahr 1719 in die Fassade der Villa verbaut und wurde 1880 von dort in das Magazin Casino delle Statue verbracht. Im gleichen Jahr wurde der Sarkophag erstmals von Theodor Schreiber mit der Bemerkung „Deckel fehlt“ in seinem Katalog Die antiken Bildwerke der Villa Ludovisi in Rom erwähnt. Der Kasten ging 1900 in den Besitz des italienischen Staates über, der Deckel gelangte 1908 auf ungeklärtem Weg in österreichischen Privatbesitz. Nachdem er 1915 im Wiener Kunsthandel angeboten worden war, kaufte ihn Carl von Opel für das Römisch-Germanische Zentralmuseum in Mainz. Gerhart Rodenwaldt vermutete schon Anfang des 20. Jahrhunderts einen Zusammenhang zwischen Deckel und dem in Rom befindlichen Sarkophagkasten. Während des Zweiten Weltkriegs wurde der Deckel beschädigt. Anhand zuvor angefertigter Zeichnungen wurde er restauriert, die durch die Zerstörung verlorenen Teile wurden ergänzt. Kulturabkommen zwischen Italien und Deutschland machten schließlich einen ergänzenden Abguss für beide Museen möglich.

## Beschreibung
Die Darstellung ist mit dem Portonaccio-Sarkophag vergleichbar. Auf seiner Kastenfront ist eine Schlachtenszene zwischen Römern und Barbaren dargestellt. Bei den Barbaren handelt es sich um Perser auf der vom Betrachter aus linken Seite, um Germanen auf der rechten Seite. Somit waren die wichtigsten Gegner Roms im 3. Jahrhundert Teile des Bildprogramms. Im Mittelpunkt der Kastenfront ist ein siegreicher Feldherr dargestellt. Auf dem Deckel ist eine Unterwerfungsszene zu sehen, zudem ein Tropaion und eine römische Matrona, die nicht zu identifizieren ist.